# Batalha de Prenzlau
Na Batalha de Prenzlau ou Capitulação de Prenzlau em 28 de outubro de 1806, duas divisões da cavalaria francesa e alguma infantaria liderada pelo marechal Joachim Murat interceptaram um corpo prussiano em retirada liderado por Frederick Louis, príncipe de Hohenlohe-Ingelfingen. Nesta ação da Guerra da Quarta Coalizão, Hohenlohe entregou toda a sua força a Murat após alguns combates e uma negociação. Prenzlau está localizado a cerca de 90 quilômetros ao norte de Berlim, em Brandemburgo.
Após sua derrota catastrófica na Batalha de Jena-Auerstedt em 14 de outubro, os exércitos prussianos fugiram para o norte para o rio Elba com o imperador Napoleão I do exército vitorioso da França em perseguição. Os prussianos cruzaram o Elba perto de Magdeburg e marcharam para nordeste, tentando alcançar a segurança atrás do rio Óder. Parte do exército de Napoleão avançou para o leste para tomar Berlim, enquanto o resto seguiu os prussianos em retirada. De Berlim, Murat moveu-se para o norte com sua cavalaria, tentando afastar Hohenlohe.
Após vários confrontos em 26 e 27 de outubro, Murat chegou a Prenzlau nos calcanhares do corpo de Hohenlohe. Os combates ocorreram em que várias unidades prussianas foram capturadas ou cortadas em pedaços. Murat então blefou o desmoralizado Hohenlohe para entregar todo o seu corpo, alegando que os prussianos estavam cercados por forças avassaladoras. De fato, além de uma brigada de infantaria, apenas a cavalaria de Murat estava nas proximidades. Nos dias seguintes, os franceses intimidaram várias outras forças e fortalezas prussianas para que se rendessem. Encontrando seu caminho para o nordeste bloqueado, um segundo corpo de prussianos em retirada sob Gebhard Leberecht von Blücher desviou para noroeste em direção a Lübeck.

## Antecedentes

### Jena-Auerstadt
Em 8 de outubro de 1806, o exército de 180.000 homens de Napoleão invadiu o Eleitorado da Saxônia através da Floresta da Francônia. Suas tropas estavam concentradas em um batalhão carré (quadrado de batalhão) composto por três colunas de dois corpos de exército cada, mais a Guarda Imperial, a Reserva de Cavalaria e um contingente bávaro. 

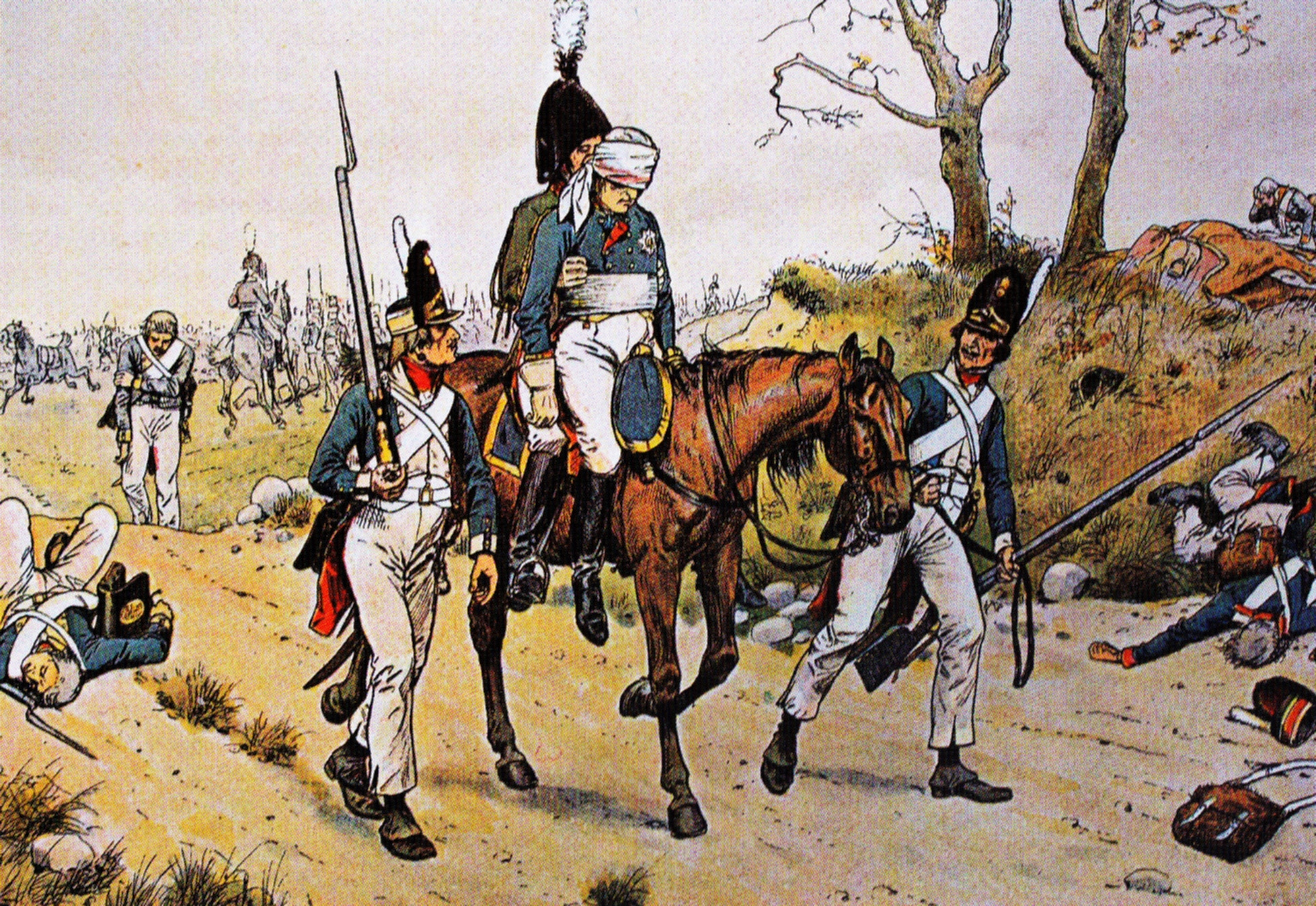
A Batalha de Jena-Auerstedt destruiu os exércitos prussianos, por Richard Knötel.

Opondo-se ao exército francês estavam três exércitos prussianos-saxões semi-independentes, o primeiro liderado por Feldmarschall Charles William Ferdinand, duque de Brunswick, o segundo sob o general de infantaria Frederick Louis, príncipe de Hohenlohe-Ingelfingen, e o terceiro co-comandado pelo general da infantaria Ernst von Rüchel e do tenente-general Blücher.  Brunswick ocupou uma posição em Erfurt no centro. Hohenlohe tomou posição perto de Rudolstadt no leste, com o General-Mor Bogislav Friedrich Emanuel von Tauentzien em Hof. Rüchel estava em Gota, e Blücher manteve Eisenach no extremo oeste da linha com o general Karl August, a divisão do Grão-Duque de Saxe-Weimar-Eisenach perto de Meiningen e o general Christian Ludwig von Winning em Vacha. Eugene Frederick Henry, Duque da Reserva de Württemberg estava bem ao norte em Magdeburg. 
O I Corpo do Marechal Jean-Baptiste Bernadotte e a cavalaria de Murat derrotaram a divisão de Tauentzien na Batalha de Schleiz.  No dia seguinte, o V Corpo do Marechal Jean Lannes atacou a divisão de 8.300 homens do príncipe Luís Fernando da Prússia na Batalha de Saalfeld, onde o jovem príncipe foi morto.  Em 12 de outubro, Napoleão girou seu batalhão carré para a esquerda para enfrentar seus inimigos em combate. Diante dessa ameaça, Brunswick decidiu marchar o exército principal para o norte de Weimar a Merseburg, enquanto Hohenlohe defendia seu flanco perto de Jena.  Rüchel estava em Weimar, esperando que Saxe-Weimar voltasse com sua divisão.  A dupla Batalha de Jena-Auerstedt ocorreu em 14 de outubro quando as 96.000 tropas de Napoleão atacaram Hohenlohe e as 53.000 de Rüchel em Jena,  enquanto as 49.800 tropas de Brunswick encontraram o III Corpo de 26.000 homens do marechal Louis Davout em Auerstedt.  Os exércitos prussianos foram derrotados e expulsos de ambos os campos de batalha. O exército de Brunswick perdeu 13.000 baixas e 115 peças de artilharia, enquanto as baixas de Hohenlohe e Rüchel podem ter chegado a 25.000. 

### Retirada para o oeste do Elba

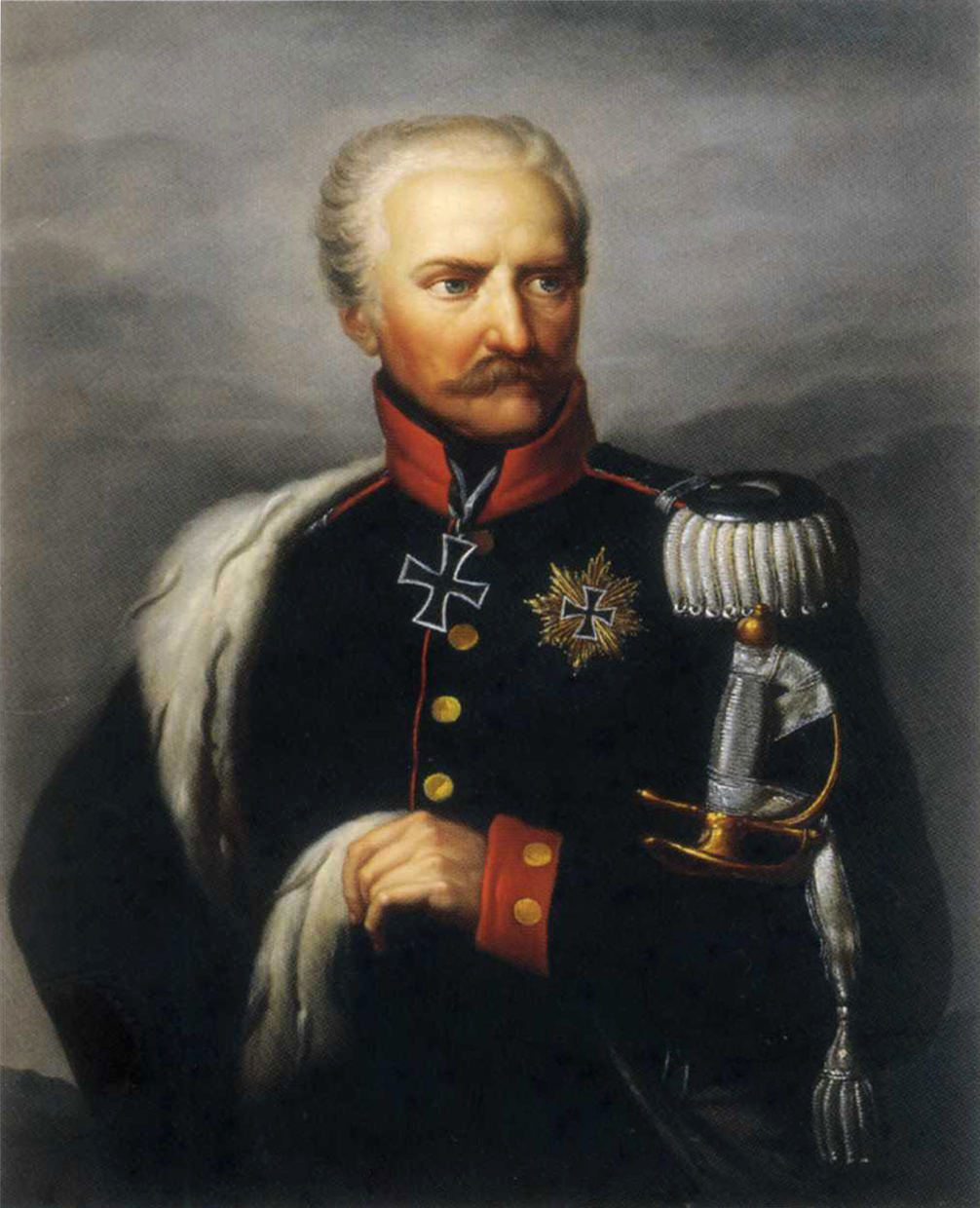
Blücher entrou em um vácuo de comando.

Na Capitulação de Erfurt em 16 de outubro, mais de 10.000 prussianos depuseram suas armas na primeira de uma série de rendições vergonhosas. O corpo de 12.000 homens de Saxe-Weimar e Winning perdeu Jena-Auerstedt e permaneceu intacto, seguindo para o norte através de Bad Langensalza.  Baleado em ambos os olhos em Auerstadt, Brunswick morreu em 10 de novembro em Altona, perto de Hamburgo.  Perigosamente ferido em Jena, Rüchel escapou para a Polônia e depois se recuperou.  Preenchendo o vazio de comando estavam Hohenlohe, General de Infantaria Friedrich Adolf, Conde von Kalckreuth e Blücher, que lideraram grupos consideráveis de prussianos de Nordhausen através das montanhas Harz até Halberstadt e Quedlinburg. Essas colunas foram energicamente perseguidas pelo IV Corpo do Marechal Nicolas Soult com os dragões do General de Divisão Louis Michel Antoine Sahuc anexados.  Em 17 de outubro, Bernadotte infligiu pesadas perdas na Reserva de Eugênio de Württemberg na Batalha de Halle. 
Em 20 de outubro, Hohenlohe e os sobreviventes da Reserva chegaram a Magdeburg. Kalckreuth atravessou o Elba em Tangermünde antes de entregar seu comando para assumir um novo posto na Polônia.  Blücher estava a leste de Brunswick marchando para o Elba com Saxe-Weimar um dia atrás dele em Salzgitter  No dia 20, Soult e Murat chegaram antes de Magdeburg. Murat enviou seu chefe de gabinete Augustin Daniel Belliard para exigir sua rendição, que foi recusada por Hohenlohe. No entanto, os prussianos permitiram tolamente que Belliard entrasse na cidade sem uma venda nos olhos. Ele relatou a Murat que o corpo principal de Hohenlohe ainda estava na cidade e que uma grande confusão prevaleceu.  Davout tomou Wittenberg no dia 20, com a população local ajudando suas tropas a apagar um incêndio e impedindo que um paiol de pólvora fosse explodido. Consequentemente, 140.000 libras de pólvora e uma valiosa travessia do rio Elba caíram nas mãos dos franceses. Lannes apreendeu uma segunda cabeça de ponte em Dessau. 

### Retirada paraa leste do Elba

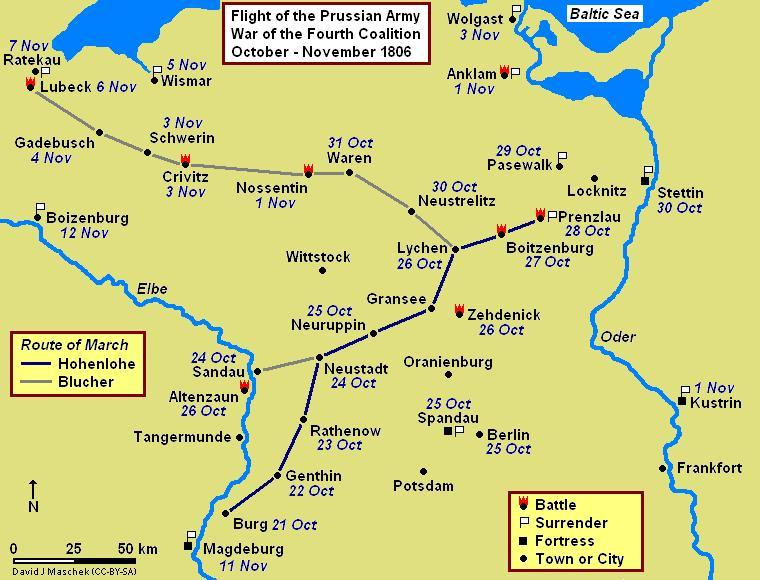
Mapa da Campanha Prenzlau-Lubeck, outubro-novembro de 1806

Deixando o VI Corpo do Marechal Michel Ney para iniciar o Cerco de Magdeburg, Napoleão ordenou que sua ala direita se dirigisse a Berlim. O imperador francês encontrou tempo para fazer uma visita reverente ao túmulo de Frederico, o Grande, em Potsdam. Apesar de seu respeito pelo rei prussiano, Napoleão roubou a espada de Frederico e outros troféus.  A ala direita francesa consistia no corpo de Davout, corpo de Lannes, VII Corpo do Marechal Pierre Augereau e 1ª Divisão de couraceiros de Murat sob o comando do general de divisão Etienne Marie Antoine Champion de Nansouty, 2ª Divisão de couraceiros liderada pelo general da divisão Jean- Joseph Ange d'Hautpoul e 3ª Divisão de Dragões sob o comando do General de Divisão Marc Antoine de Beaumont. A 2ª Divisão de Dragões do General de Divisão Emmanuel Grouchy ficou para trás. Bernadotte, Soult e a 4ª Divisão de Dragões de Sahuc formaram a ala esquerda. A 1ª Divisão de Dragões de Louis Klein foi dividida entre auxiliar Ney e patrulhar a linha de comunicações. Smith forneceu os números da divisão de cavalaria. 

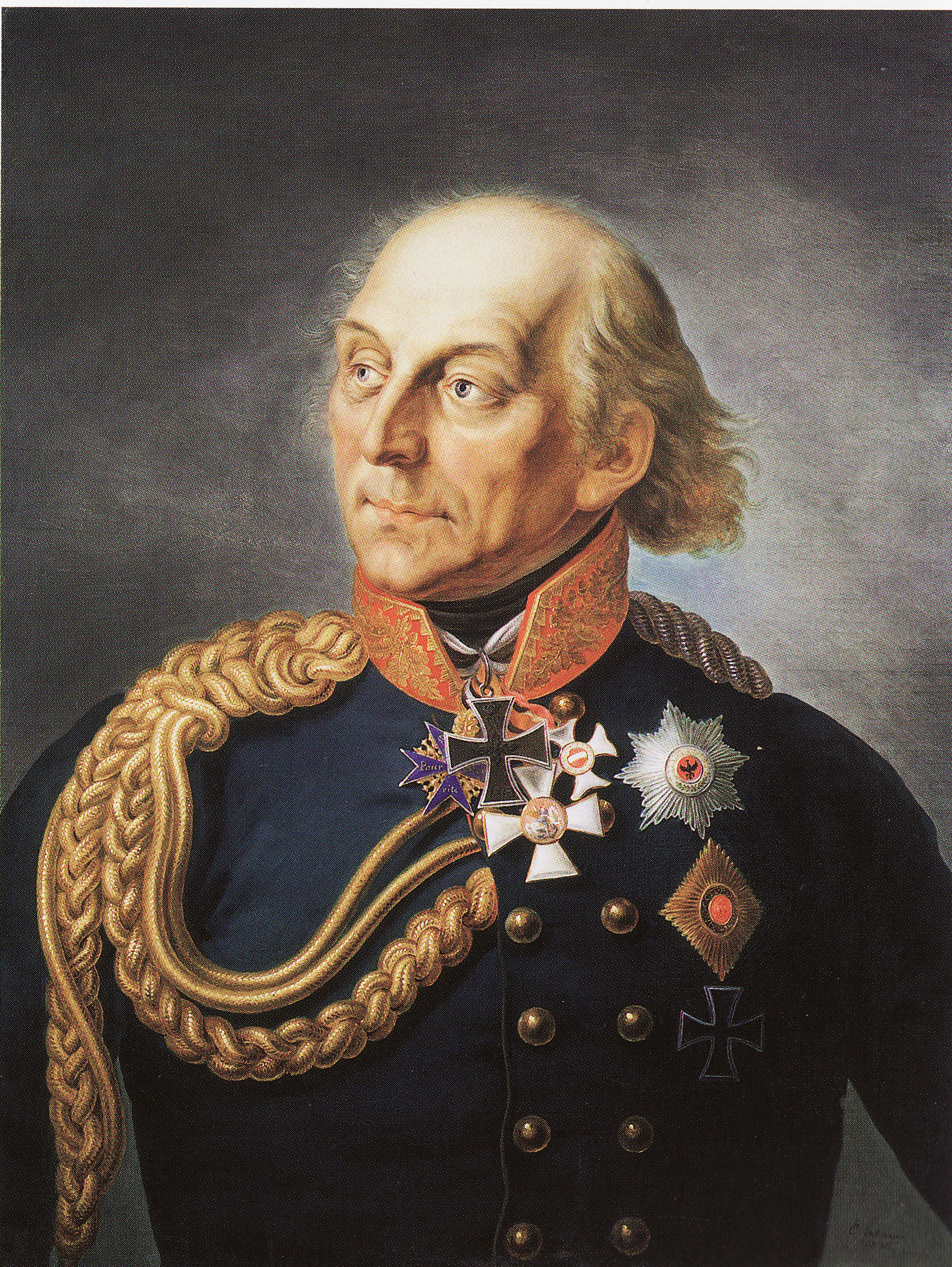
Ludwig York

Sob ordens do rei Frederico Guilherme III da Prússia para marchar para o Óder, o corpo de Hohenlohe partiu de Magdeburgo na manhã de 21 de outubro. Ele reforçou a guarnição com 9.000 homens, mas na confusão outras unidades e 39 canhões de campanha ficaram na fortaleza para que 25.000 soldados fossem deixados para trás. Naquela noite, Hohenlohe chegou a Burg bei Magdeburg, onde reuniu a coluna de Kalckreuth.  Seu corpo principal chegou a Genthin na noite do dia 22 e Rathenow ao anoitecer do dia 23. Para alimentar melhor suas tropas, ele dividiu seu comando em várias colunas. 
No dia 24, Blücher cruzou o Elba em Sandau,  enquanto Saxe-Weimar cruzou lá depois de enganar Soult a acreditar que ele estava indo para Magdeburg. Durante a operação, o oberst Ludwig Yorck von Wartenburg lutou com sucesso na retaguarda em Altenzaun no dia 26. Uma vez que a coluna estava segura na margem leste do Elba, Saxe-Weimar foi substituído por Winning no comando.  Hohenlohe chegou a Neustadt an der Dosse no dia 24. Ele enviou o general-mor Christian Ludwig Schimmelpfennig em direção a Fehrbellin, entre Neustadt e Oranienburg, e local de uma batalha em 1675. A tarefa de Schimmelpfennig era cobrir seu flanco direito e evitar que os franceses interferissem na marcha do corpo principal para Szczecin (Stettin) no Óder. Hohenlohe deu a Blücher o comando de sua retaguarda. 

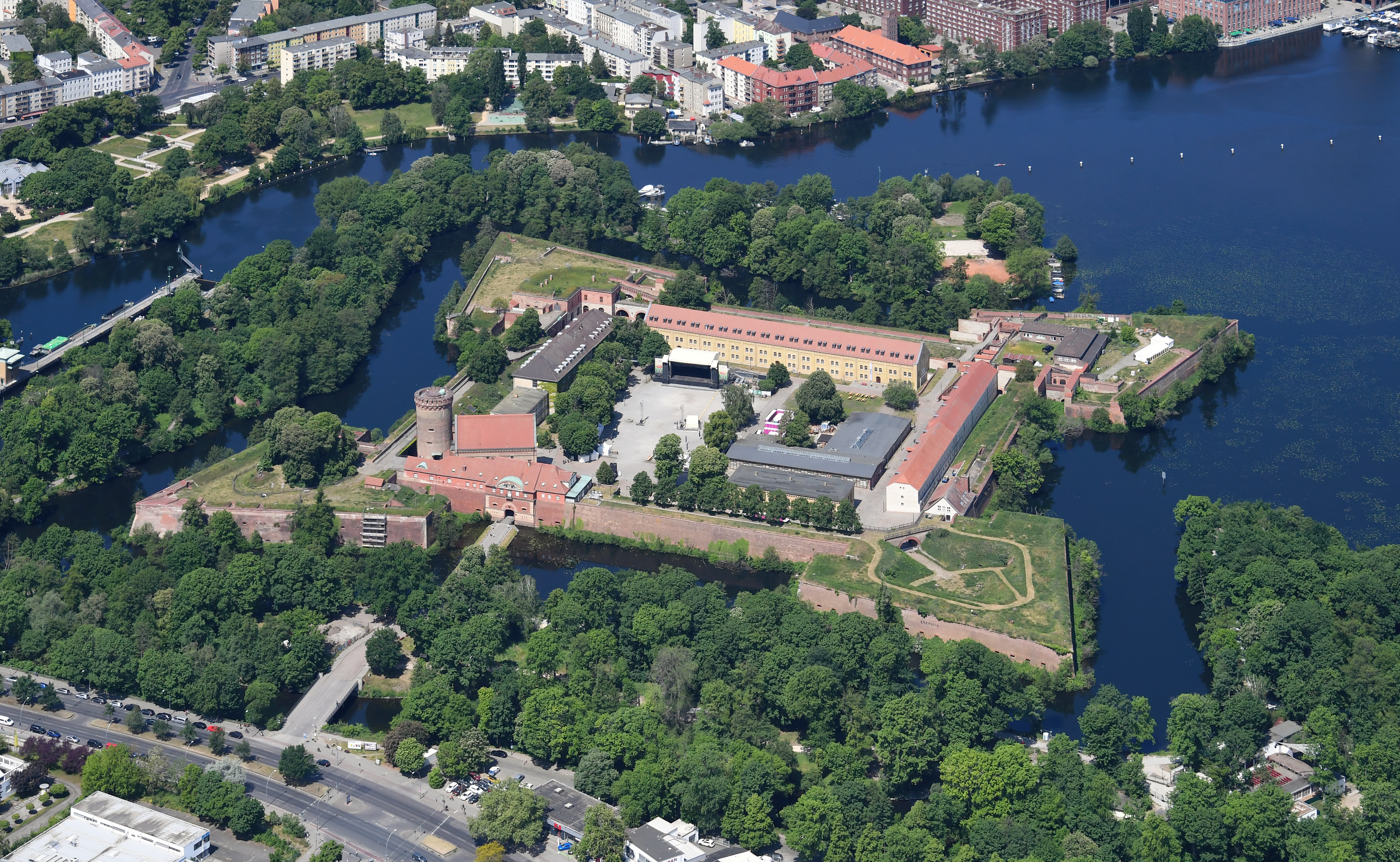
A Fortaleza de Spandau caiu em 25 de outubro.

A fortaleza dilapidada de Spandau  caiu em 25 de outubro para o general da divisão Louis Gabriel Suchet do corpo de Lannes. O comandante, major Benekendorf, estava discutindo os termos com os franceses quando eles correram pelo portão e invadiram a fortaleza. Ao todo, 71 canhões e 920 soldados, incluindo o 3º batalhão do Regimento de Infantaria Nº18 König, três companhias de soldados impróprios para o serviço de campo e 65 artilheiros se renderam, sendo a guarnição libertada em liberdade condicional. Em 1808, Benekendorf foi levado perante uma corte marcial e condenado a ser fuzilado, mas o rei comutou sua sentença para prisão perpétua. 
Em 25 de outubro, o corpo de Davout marchou por Berlim em triunfo.  Naquela noite, o corpo principal de Hohenlohe estava entre Neuruppin e Lindow, a divisão de retaguarda de Blücher em Neustadt, a infantaria do oberst von Hagen e a cavalaria do General-Mor von Schwerin em Wittstock  e a brigada do General-Mor Rudolph Ernst Christoph von Bila em Kyritz, ao norte de Neustadt. Napoleão enviou Murat e Lannes marchando para o norte de Berlim para interceptar Hohenlohe. A cavalaria ligeira do general da brigada Antoine Lasalle e os dragões de Grouchy já estavam em Oranienburg com a cavalaria ligeira do general de brigada Édouard Jean Baptiste Milhaud nas proximidades. 

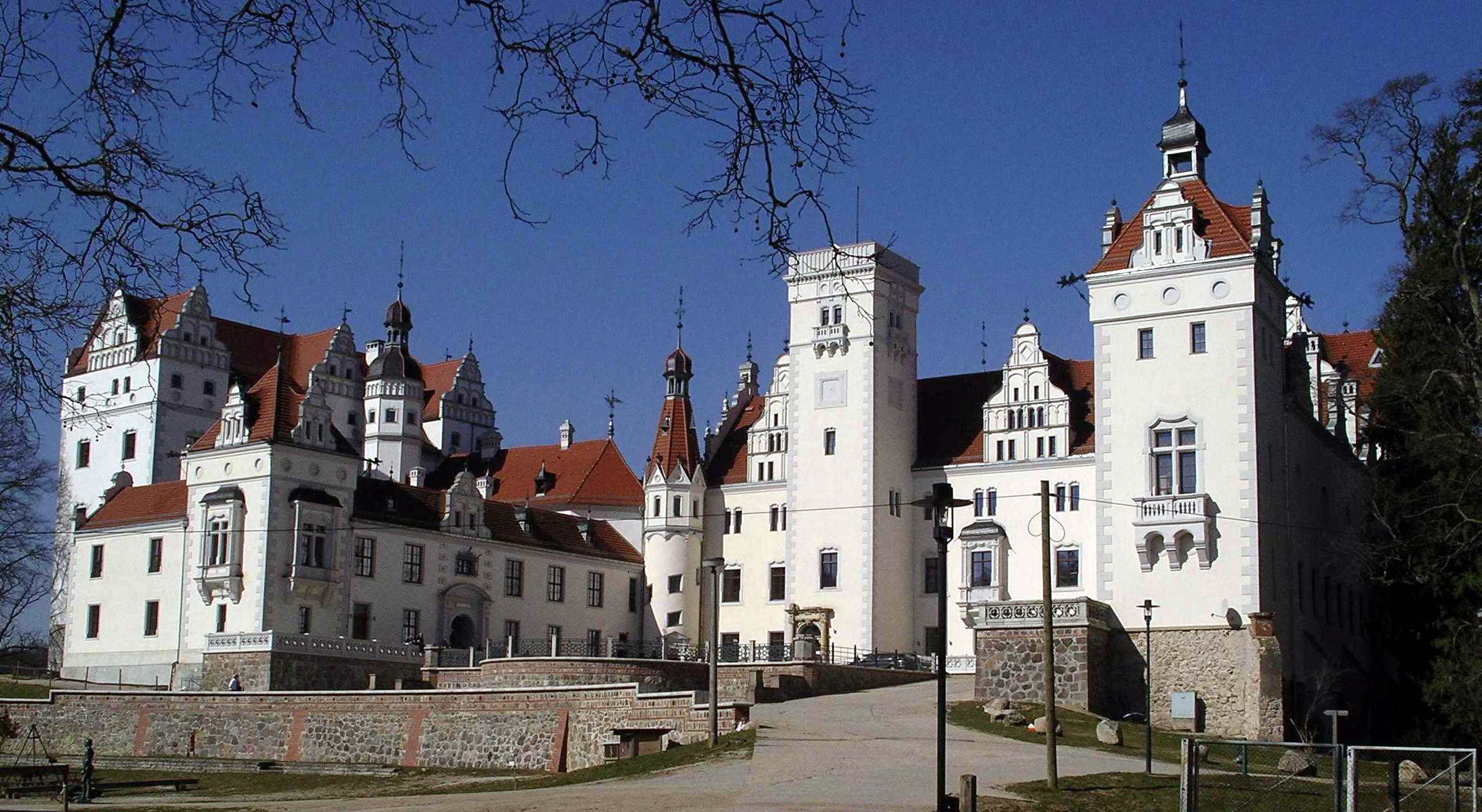
Schloss Boitzenburg foi saqueado pelos soldados de Milhaud.

Lasalle superou os 1.300 soldados de Schimmelpfennig em Zehdenick por volta do meio-dia de 26 de outubro. No início, os prussianos detiveram os franceses, mas as divisões de dragões de Grouchy e Beaumont logo chegaram. Os Dragões Nº 5 Königin, com quatro esquadrões fortes, atacaram e repeliram os hussardos de Lasalle, mas os dragões de Grouchy intervieram e quase destruíram o regimento. Os prussianos perderam uma cor e 14 oficiais e 250 homens foram mortos, feridos ou capturados. Perseguido pelos franceses até a noite, a força aleijada de Schimmelpfennig fugiu para Stettin.   Ao saber deste revés, Hohenlohe mudou sua linha de marcha de Gransee mais ao norte através de Lychen. Na manhã do dia 27, ele esperou em Lychen por Blücher e Bila. Como nenhum dos dois apareceu, sua coluna partiu para Boitzenburg. 
Quando Hohenlohe se aproximou de Boitzenburg no dia 27, ele encontrou o Graf von Arnim, que o notificou de que havia coletado suprimentos para os soldados famintos em sua mansão, o Schloss Boitzenburg. Infelizmente, quando os prussianos chegaram por volta das 14h, descobriram que os cavaleiros de Milhaud chegaram primeiro e estavam saqueando a propriedade. A guarda avançada de Hohenlohe levou três horas para expulsar a brigada de Milhaud da cidade. Enquanto isso, Murat ouviu o som da batalha e correu para o norte com os dragões de Grouchy. Ao sul de Boitzenburg em Wichmannsdorf, a guarda do flanco direito de Hohenlohe tropeçou na coluna de Grouchy. Três regimentos de dragões franceses conduziram o regimento prussiano Nº 10 Couraceiros Gensdarmes contra um pântano e forçaram sua rendição. Mas sem infantaria, Murat foi incapaz de impedir que a coluna de Hohenlohe passasse apressada em direção a Prenzlau. 

## Batalha

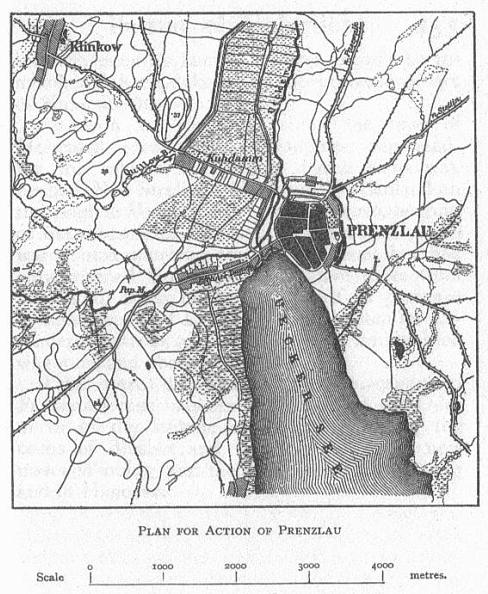
Plano de Ação em Prenzlau, 28 de outubro de 1806 por Francis Loraine Petre

Após o confronto em Boitzenburg, Hohenlohe sabia que os franceses estavam na estrada de Berlim, que ia a nordeste de Zehdenick a Prenzlau. Então, em vez de continuar na estrada Lychen-Boitzenburg-Prenzlau, que cruzava com a rodovia de Berlim, ele desviou para nordeste para Schönermark- Nordwestuckermark. Às 4:00 da manhã de 28 de outubro, a coluna chegou a Schönermark, a apenas oito quilômetros de Prenzlau. Hohenlohe realizou um conselho de guerra no qual os oficiais discutiram se deveriam marchar para o leste até Prenzlau ou ir para o norte até Pasewalk. Uma vedette de cavalaria informou que Prenzlau estava livre dos franceses às 6h, então a marcha continuou, embora três horas tenham sido desperdiçadas antes de começar. Foi muito difícil fazer a coluna se mover novamente e protestos furiosos foram ouvidos dos soldados famintos. Schwerin liderou a coluna com um regimento de couraceiros e uma bateria de artilharia a cavalo. A maior parte da infantaria seguiu atrás da vanguarda de Schwerin e do oberst Príncipe Augusto da Prússia liderou a retaguarda, que consistia em um regimento de cavalaria e um batalhão de infantaria. Dois regimentos de dragões protegiam o flanco direito. 

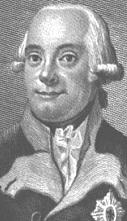
Príncipe Hohenlohe

Duas estradas aproximavam-se do lado oeste de Prenzlau, a estrada de Berlim a sudoeste e a estrada através de Schönermark a noroeste. As duas estradas entravam na cidade por portões a cerca de 500 metros de distância. As estradas foram levantadas acima do pântano circundante e passaram por subúrbios com cerca de um quilômetro de comprimento. Os vários quilômetros de extensão Unteruckersee (Baixo lago Ucker) fica no lado sul da cidade. O rio Uecker flui para o norte do lago no lado oeste de Prenzlau. 
O marechal Murat tinha duas divisões e duas brigadas de cavalaria, além de 12 canhões em três baterias de artilharia a cavalo. A brigada de Lasalle incluía os 5º e 7º Regimentos de Hussardos, e a brigada de Milhaud compreendia o 1º Hussardos e o 13º Regimentos de Caçadores à Cheval. A 2ª Divisão de Dragões de Grouchy tinha o 3º, 4º, 10º, 11º, 13º e 22º Regimentos de Dragões, 24 esquadrões. A 3ª Divisão de Dragões de Beaumont era composta pelos 5º, 8º, 12º, 16º, 19º e 21º Regimentos de Dragões, 24 esquadrões. A força total francesa era de 12.000 homens. Smith coloca toda a cavalaria ligeira na divisão de Lasalle na página 227, mas na página 228 ele os separa em brigadas sob Lasalle e Milhaud.  Outra autoridade escreveu que a brigada de Milhaud consistia no 13º Chasseurs e um regimento de dragões,  e que 3.000 soldados da infantaria escolhida de Lannes estavam à mão. 
O comando de Hohenlohe incluiu os batalhões de granadeiros Rabiel, Schack, Dohna, Osten, Borcke, Losthin e Hahn, e o 1º batalhão do Regimento de Infantaria Nº 13 Arnim, 1º Batalhão do Regimento de Infantaria Nº 15 Garde, Regimento de Infantaria Nº 18 König, Regimento de Infantaria Nº 21 Brunswick, Regimento de Infantaria Nº 25Möllendorf, Regimento de Infantaria Nº 47 Grawert, Regimento de Couraceiros Nº 3, Regimento de Couraceiros Nº 5 Leib, Regimento de Dragões Nº 2 Prittwitz, Regimento de Dragões Nº 11 Krafft, Regimento de Dragões Nº 14 Wobeser. A artilharia de campanha incluía um cavalo e duas baterias de pé de 12 libras. Ao todo, os prussianos tinham cerca de 10.000 soldados, 64 canhões e 1.800 cavalos para a cavalaria e artilharia. 
Enquanto Hohenlohe marchava ao longo da estrada Schönermark, suas tropas continuavam esbarrando em patrulhas francesas na névoa da manhã. À medida que a coluna passava pelos pântanos, os flancos dos dragões retornaram à estrada principal e abriram caminho para a linha de marcha. Isso espalhou a coluna por uma distância maior. Lasalle tentou bloquear a marcha de aproximação prussiana no subúrbio, mas os couraceiros de Schwerin afastaram os hussardos franceses do caminho. Hohenlohe ordenou que suas tropas se movessem pela cidade e tirassem rações de um vagão estacionado do outro lado de Prenzlau. Para cobrir sua marcha, Hohenlohe colocou o General-Mor von Tschammer  com dois batalhões de granadeiros do outro lado da estrada de Berlim com seus canhões de batalhão apontados para a estrada. Destacamentos menores guardavam a margem do lago, o portão da cidade e uma fábrica de papel. 

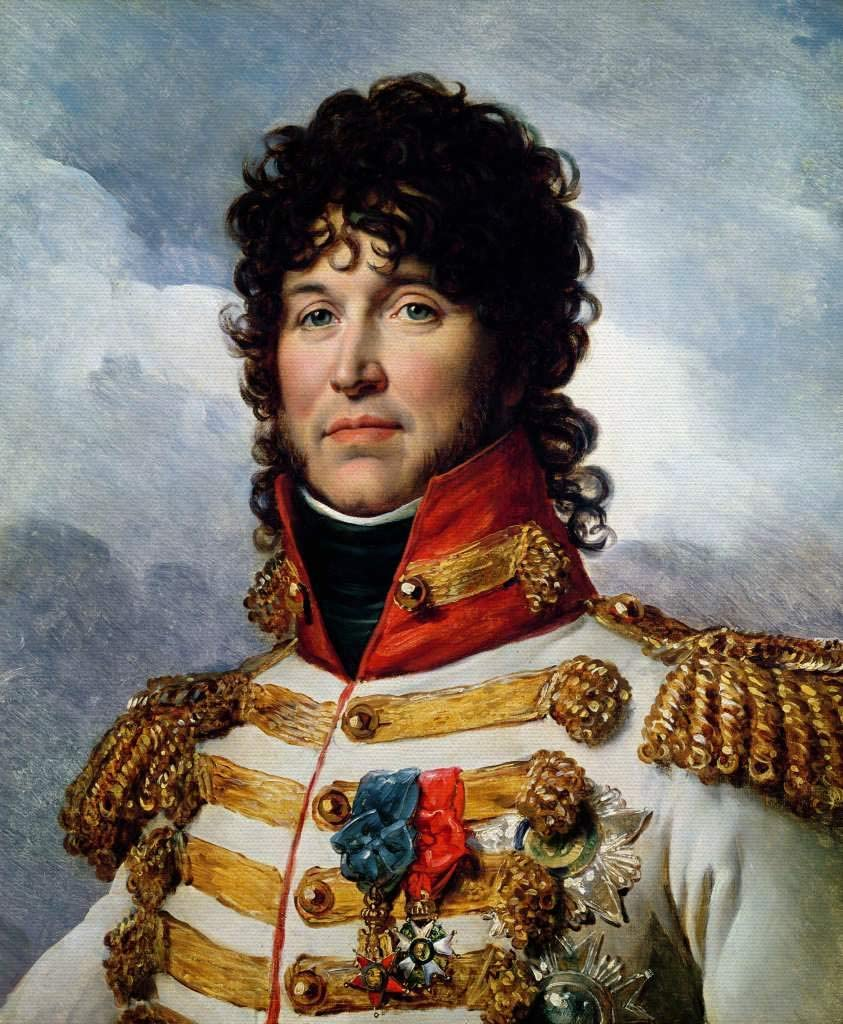
O marechal Murat blefou Hohenlohe para que se rendesse.

Neste momento, o capitão francês Hugues apareceu da neblina com uma bandeira de trégua e foi levado para Hohenlohe. Hugues teceu "um maravilhoso tecido de mentiras", alegando que Murat tinha 30.000 soldados à mão e que Lannes com mais 60.000 espreitava no caminho para Stettin. Ele insistiu que o general prussiano se rendesse, o que Hohenlohe se recusou a fazer. No entanto, ele enviou seu chefe de gabinete, o oberst Christian Karl August Ludwig von Massenbach, de volta com Hugues, aparentemente para ver o que ele poderia descobrir. 

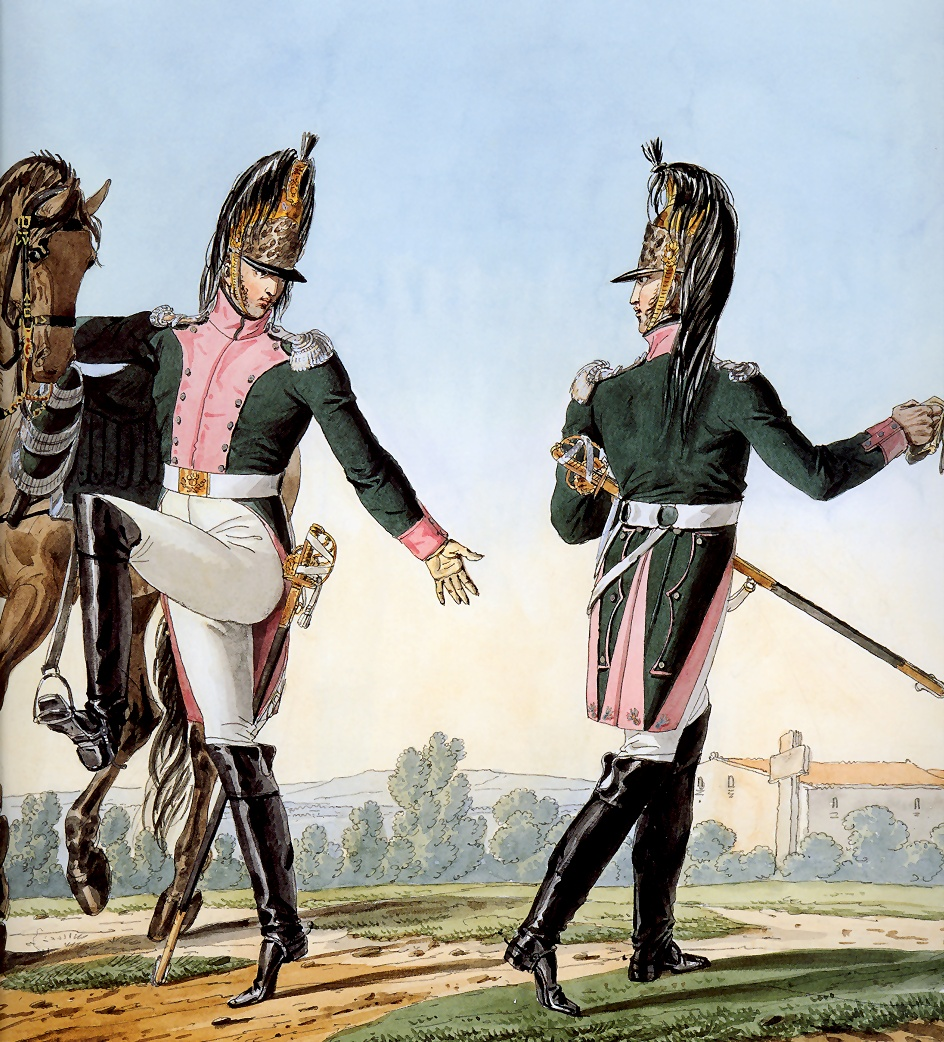
O 16º Regimento de Dragões estava na divisão de Beaumont.

Murat então lançou seu ataque, os hussardos de Lasalle liderando o caminho, seguidos pelos dragões de Grouchy, enquanto Beaumont fechava a retaguarda. A artilharia a cavalo francesa silenciou rapidamente os canhões de Tschammer. A fim de assediar a retaguarda da coluna de Hohenlohe, o marechal francês destacou uma das brigadas de Beaumont e a colocou sob o comando de seu ajudante de campo, coronel Louis Chrétien Carrière Beaumont. Murat enviou-o circulando para a esquerda através da aldeia de Göllmitz na estrada de Boitzenburg. Murat então ordenou que a brigada do General de Brigada André Joseph Boussart da divisão de Grouchy atacasse a coluna de marcha prussiana. Depois de atravessar um pequeno riacho a oeste da cidade, os dragões de Boussart colidiram com a coluna em marcha de Hohenlohe pelo sul. Os cavaleiros invadiram uma parte substancial das tropas de Hohenlohe e capturaram Tschammer. Os prussianos foram forçados a entrar em Prenzlau, deixando oito armas e muitos prisioneiros nas mãos dos franceses. Cortada, a retaguarda foi atacada de duas direções pela divisão de Beaumont e pela brigada de Beaumont e conduzida para o norte. Depois de prender seu comando contra o Uecker, os dois Beaumont obrigaram o príncipe Augusto a se render.  Marchando ao som dos canhões, a brigada de Milhaud observou a captura do príncipe antes de seguir para o norte até Pasewalk. 
Os dragões de Grouchy derrubaram o portão da cidade e trotaram por Prenzlau e saíram do outro lado para ver os 10.000 soldados de Hohenlohe reunidos na estrada para Pasewalk. Murat enviou Belliard para exigir a rendição de Hohenlohe, que o prussiano recusou novamente. A essa altura, parte da infantaria de Lannes estava em campo. Juntamente com Grouchy e Lasalle (mas não Beaumont), havia apenas 4.000 a 5.000 franceses enfrentando os prussianos. Neste momento, Massenbach foi autorizado a retornar às linhas prussianas. Completamente enganado pelos franceses, Massenbach relatou a Hohenlohe que seus inimigos estavam agora entre eles e Stettin. Murat pediu uma negociação cara a cara com Hohenlohe, que foi concedida. O marechal mentiu para Hohenlohe em sua "palavra de honra" de que estava cercado por 100.000 franceses no corpo de Lannes, Soult e Bernadotte. 
Quando um vagão de munições explodiu ao longe, um oficial francês perspicaz explicou que era a arma sinalizadora de Soult anunciando que ele agora estava bloqueando a rota de retirada dos prussianos. Hohenlohe solicitou termos. Estes foram duros, com os oficiais e os guardas reais sendo libertados em liberdade condicional e os soldados sendo feitos prisioneiros. Depois de consultar seus oficiais, o príncipe prussiano entregou todo o seu corpo. 

## Resultado

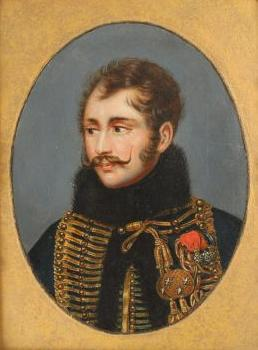
Antoine Lasalle

O historiador Digby Smith afirmou que 10.000 tropas prussianas, 1.800 cavalos de cavalaria e 64 canhões caíram em mãos francesas, enquanto a cavalaria de Murat sofreu poucas baixas.  Francis Loraine Petre observou que as perdas totais dos prussianos foram de quase 12.000, com Hohenlohe rendendo 10.000, a brigada de Boussart matando ou capturando 1.000, e a divisão de Beaumont respondendo pela retaguarda de 1.000 homens. Entre Prenzlau e os combates em Boitzenburg e Zehdenick, os prussianos perderam quase 13.500 homens. Beaumont recebeu a responsabilidade de escoltar os prisioneiros. Evidentemente, alguns escaparam, porque Beaumont relatou que seus prisioneiros eram 9.534, sem contar os cerca de 400 oficiais em liberdade condicional. 

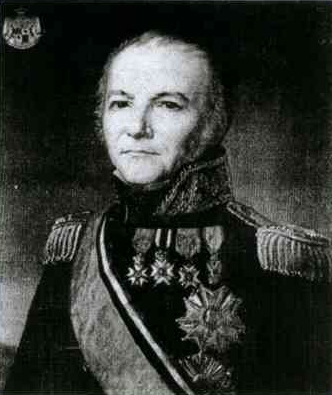
Nicolas Beker

A capitulação de Hohenlohe provou ser um mau precedente para uma série subsequente de rendições prussianas abjetas nos próximos dias.  Na Capitulação de Pasewalk em 29 de outubro, 4.000 prussianos se renderam a uma força menor que a sua. Logo depois, na Capitulação de Stettin, a brigada de cavalaria ligeira de Lasalle blefou o comandante da fortaleza para entregar sua guarnição de 5.000 homens.  Desde Auerstedt, Blücher preservou cuidadosamente um comboio de artilharia. Mas em 30 de outubro, o major von Höpfner se rendeu com 600 soldados e 25 canhões a algumas das unidades de Lannes em Boldekow, 14 quilômetros ao sul de Anklam. Em 1 de novembro, a fortaleza de Küstrin capitulou ao general da Brigada Nicolas Hyacinthe Gautier da brigada do corpo de Davout. Uma brigada de dragões francesa alcançou a infantaria 1.100 e a cavalaria 1.073 de Bila em Anklam. Smith afirmou que a brigada era da 4ª Divisão de Sahuc, mas Petre afirmou na página 264 que Sahuc estava em Rathenow em 1º de novembro.  Bila foi acompanhado por seu irmão mais velho Karl Anton Ernst von Bila com um batalhão de Hanover. Em 31 de outubro, o general de divisão Nicolas Léonard Beker forçou-os a se retirarem para o lado norte do rio Peene e os convenceu a capitular no dia seguinte. 
Depois de Prenzlau, o caminho de fuga de Blücher para o nordeste foi bloqueado. Em Neustrelitz, ele girou suas colunas para o noroeste e correu em direção a Lübeck. A essa altura, a divisão de Winning se juntou a ele para aumentar sua força total para 22.000 homens.  A Batalha de Lübeck ocorreu em 6 de novembro. 
Petre acreditava que a rendição de Hohenlohe era desnecessária e seu chefe de gabinete, Massenbach, era parcialmente responsável. Ele achava que os prussianos poderiam ter aberto caminho até Stettin, e provavelmente o teriam feito se um general de força de vontade como Blücher estivesse no comando. As brigadas de Hagen e Bila não estavam longe na época e essas forças podem ter ajudado a impedir que Murat cercasse Hohenlohe.  Petre listou várias críticas a Hohenlohe. Primeiro, ele marchou muito devagar de Burg e fez muitos desvios para o norte a conselho do incompetente Massenbach. Poderia ter sido possível para ele chegar a Prenzlau um dia antes, caso em que ele teria escapado de Murat. Em segundo lugar, ele manteve muita cavalaria e brigada de infantaria de Hagen em seu flanco esquerdo, onde não havia inimigos. Apenas a fraca brigada de 1.300 homens de Schimmelpfennig estava no setor crítico no flanco direito. Terceiro, suas melhores tropas marcharam na retaguarda com Blücher, enquanto a maior ameaça estava no flanco direito. 

## Retratos

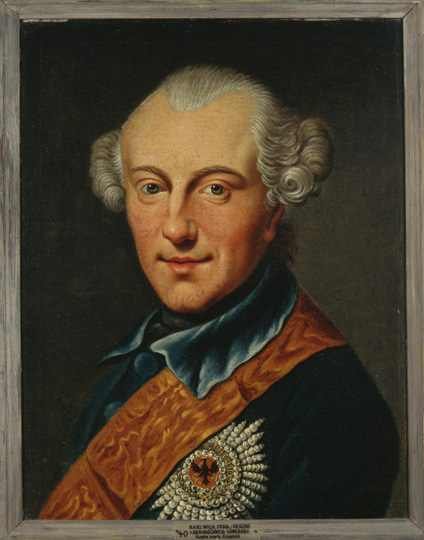
Duque de Brunsvique
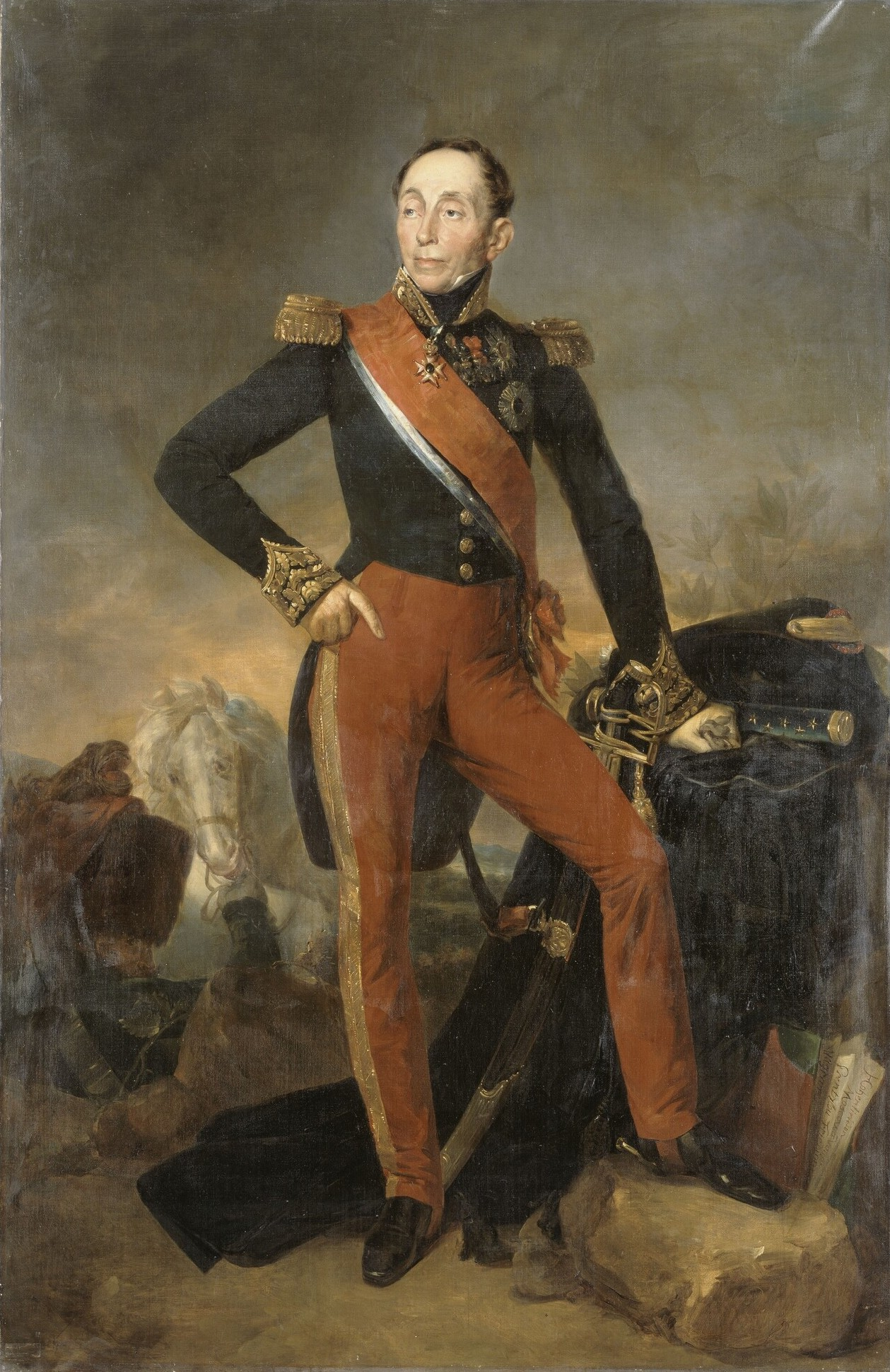
Emmanuel Grouchy
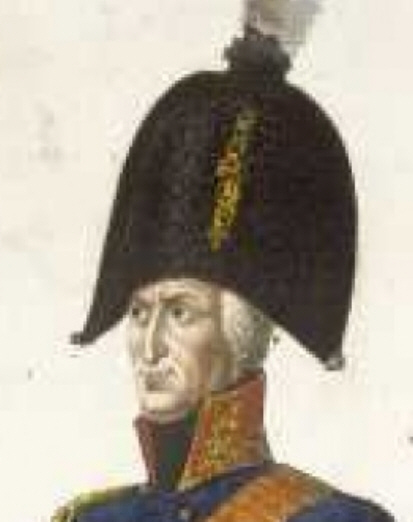
Friedrich Kalckreuth
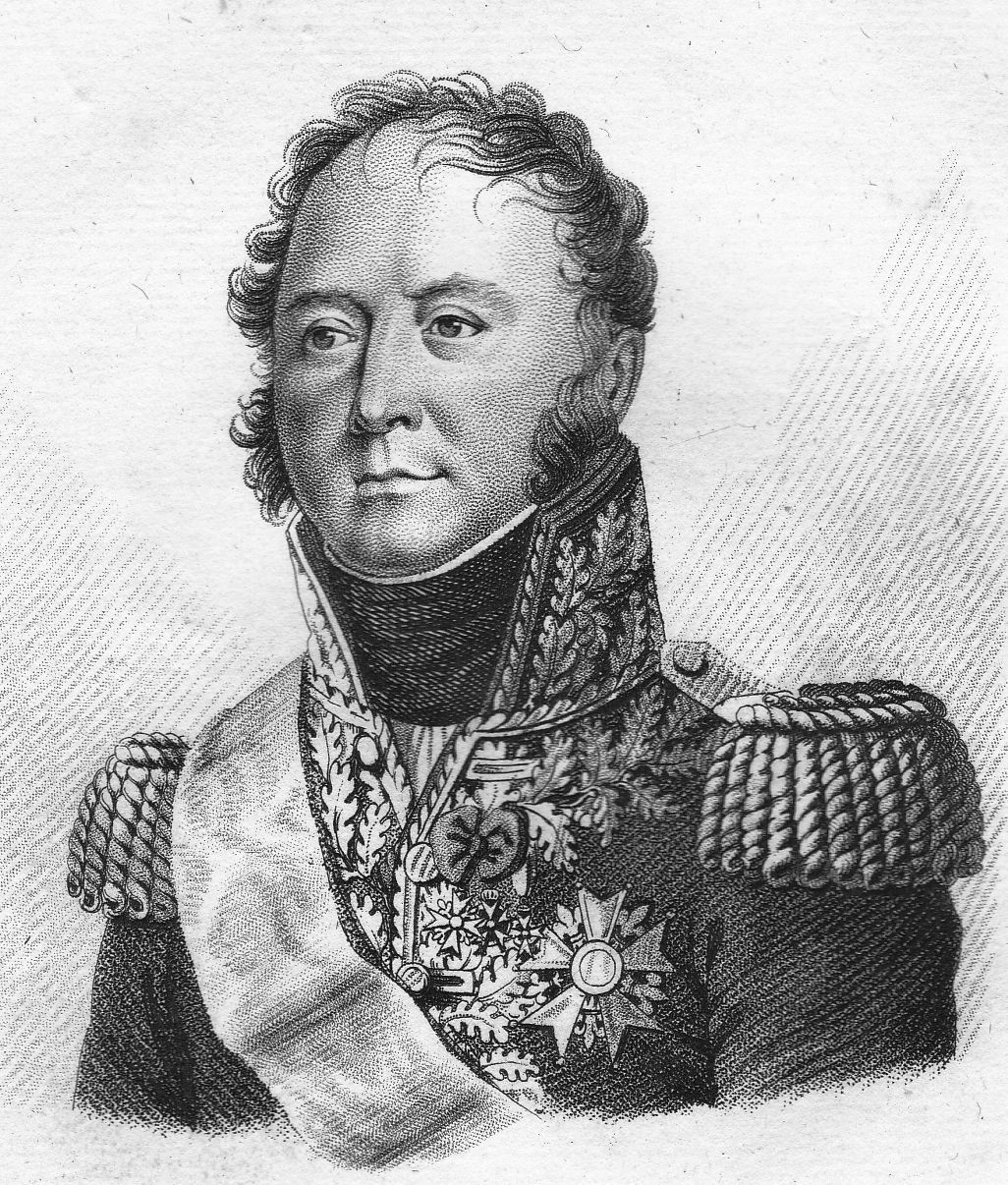
Augustin Belliard
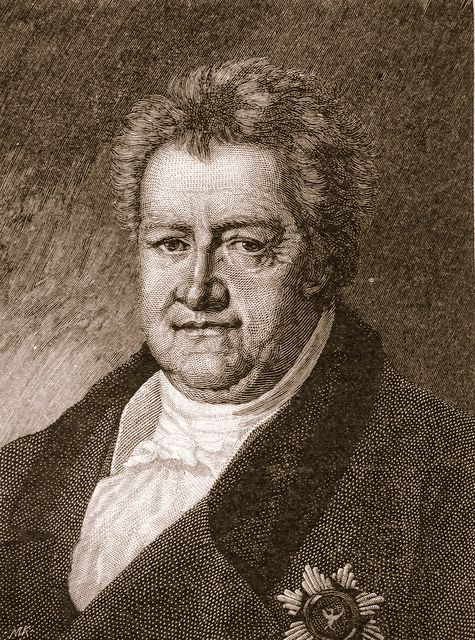
Duque de Saxe-Weimar
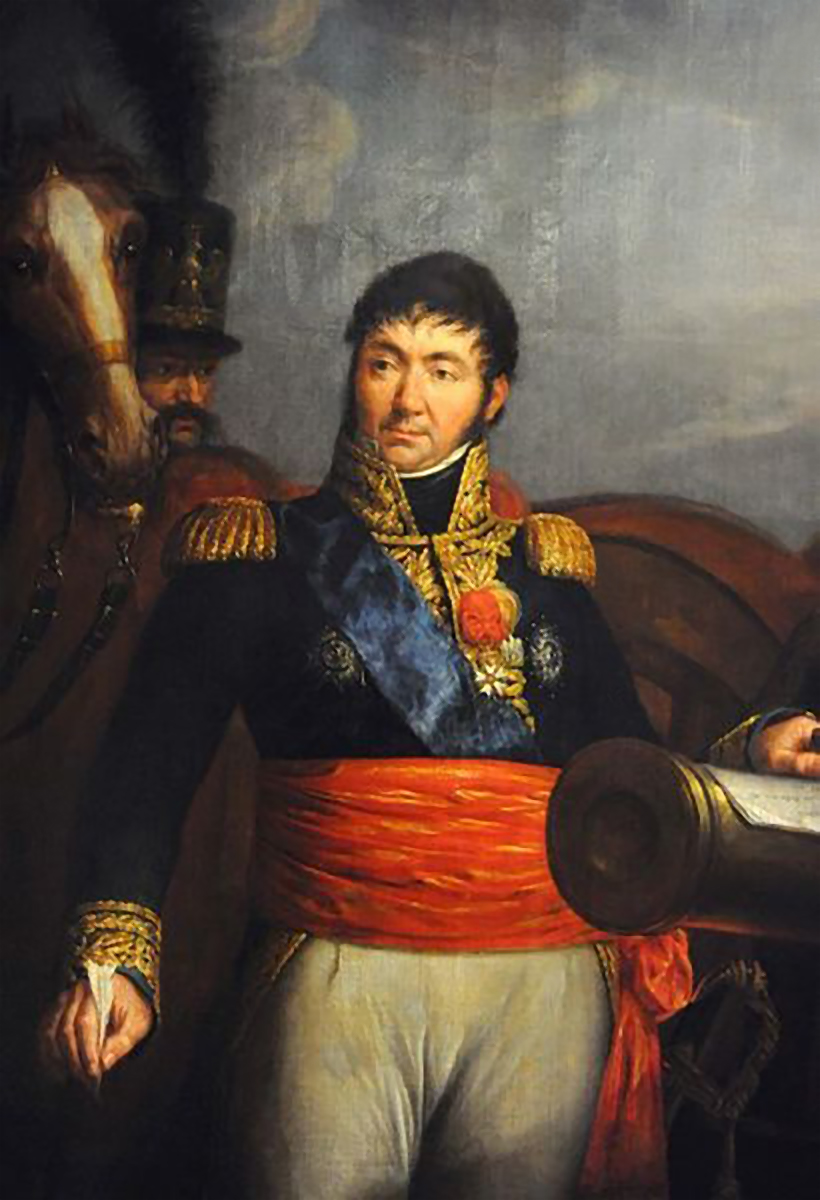
Édouard Milhaud
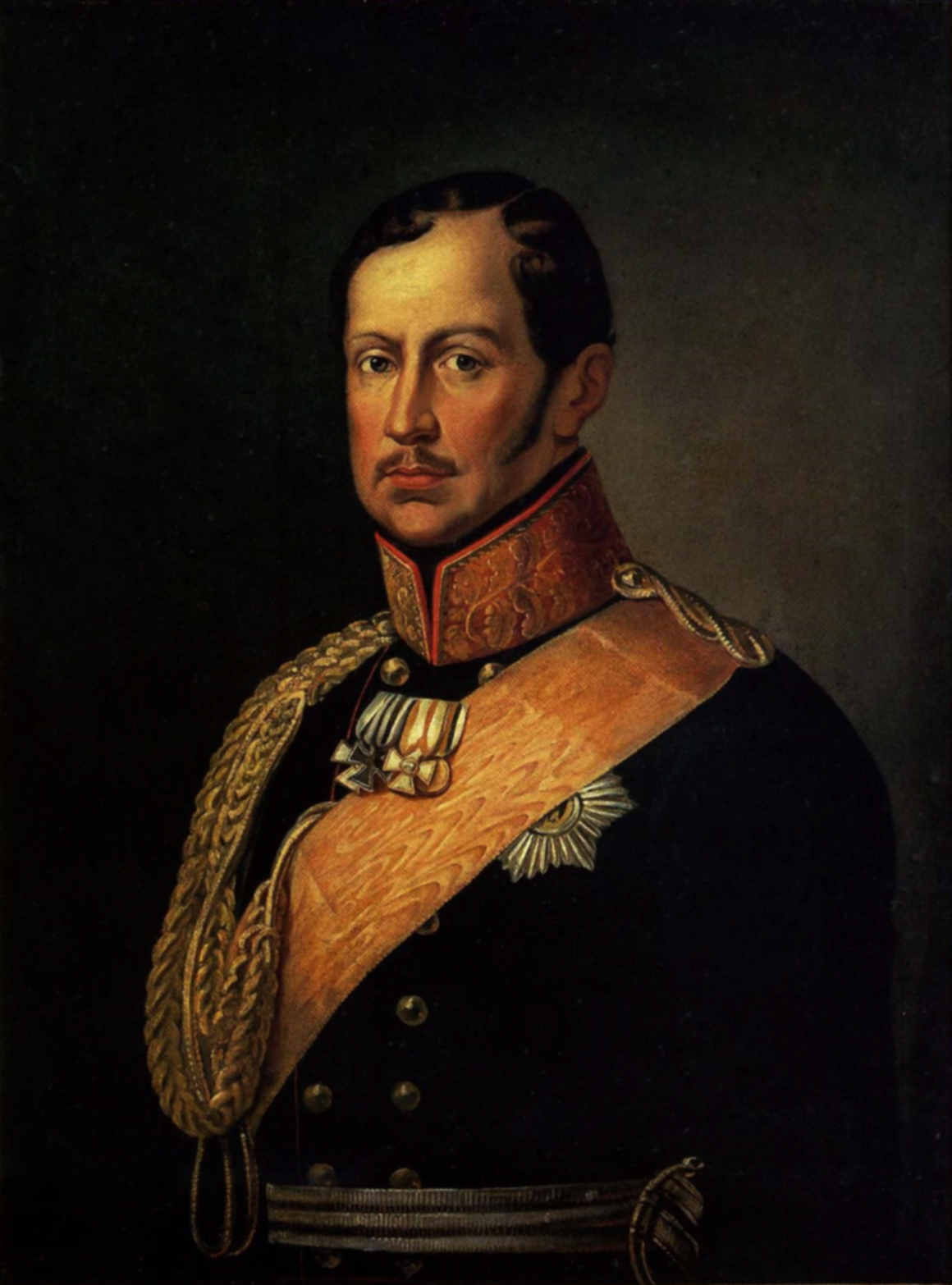
Frederico Guilherme III